# Râul Hasbani
Râul Hasbani (în arabă الحاصباني / ALA-LC: al-Ḥāṣbānī; în ebraică חצבני Ḥatzbaní) sau Snir Stream (în ebraică נחל שניר / Nahal Sənir), este cel mai mare afluent al râului Iordan. Localnicii de la mijlocul secolului al XIX-lea cunoșteau râul ca Iordanul de Sus.
Râul Hasbani își obține cea mai mare parte a debitului din două izvoare în Liban, Wazzani și Haqzbieh, acesta din urmă fiind un grup de izvoare pe Hasbani cei mai de sus. Hasbani curge cale de 25 mi (40 km) în Liban înainte de a trece granița la Ghajar și la scurt timp după ce s-au alăturat râului Banias și râului Dan într-un punct din nordul Israelului, pentru a forma râul Iordan. Pentru aproximativ 4 km (2,5 mi) în aval de Ghajar, Hasbani formează granița dintre Liban și Înălțimile Golan.
Debitul combinat al afluenților Wazzani și Haqzbieh este în medie de 138 milioane m³ pe an. Aproximativ 20% din fluxul Hasbani Liban (FAO Secțiunea Resurse de apă)„Copie arhivată”. Arhivat din original la 9 aprilie 2008. Accesat în 26 aprilie 2011. iese din Izvorul Wazzani din Ghajar, aproape de granița libanezo-Înălțimile Golan, la aproximativ 3 km (1,9 mi) la vest de baza Muntelui Hermon. Contribuția izvoarelor Wazzani este foarte importantă, deoarece acesta este singurul flux continuu pe tot parcursul anului în Hasbani, fie în Liban, fie în Israel.